# بانک فدرال رزرو مینیاپولیس
بانک فدرال رزرو مینیاپولیس (به انگلیسی: Federal Reserve Bank of Minneapolis) یکی از ۱۲ شعبهٔ فدرال رزرو ایالات متحده آمریکا است و در شهر مینیاپولیس قرار دارد.
این بانک مناطقی از ۶ ایالت مینه‌سوتا، مونتانا، داکوتای شمالی، داکوتای جنوبی، و قسمتهایی از ویسکانسین و میشیگان را پوشش می‌دهد.

## کارمندان
این بانک بیش از 1000 نفر پرسنل دارد.
نیل کشکاری در اول ژانویه 2016 رئیس بانک شد.  جانشین نارایانا کوچرلاکوتا. 